# Ebrei statunitensi

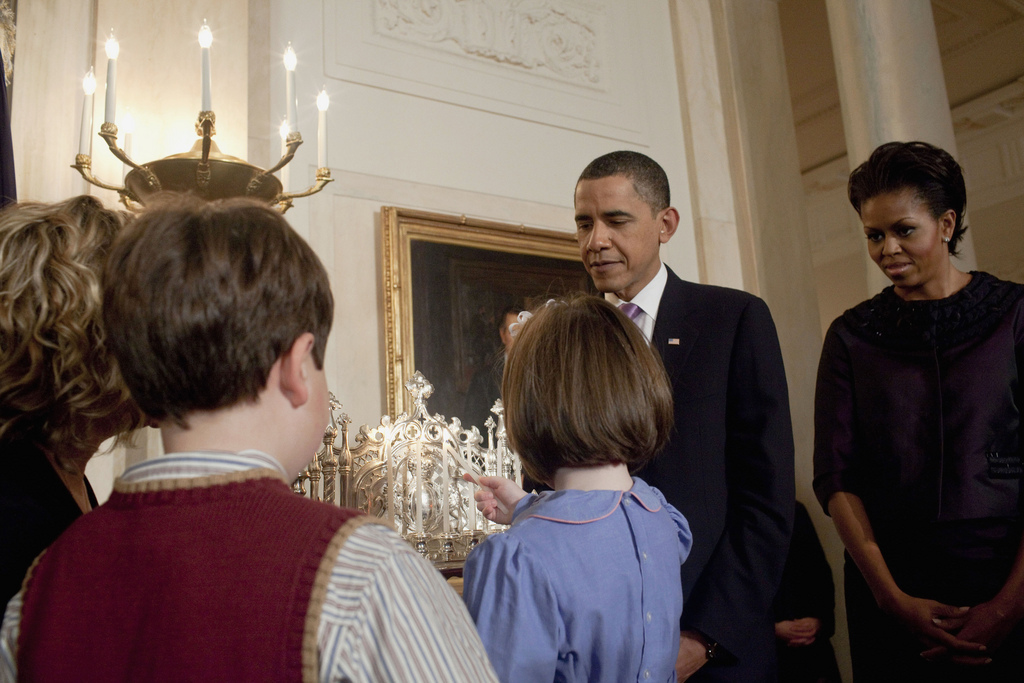
Celebrazione annuale di Chanukkah alla Casa Bianca con il presidente degli Stati Uniti d'America Barack Obama nel 2009.

Gli ebrei statunitensi sono i cittadini degli Stati Uniti che professano l'ebraismo o che si considerano ebrei secondo una definizione di gruppo etnico o di nazionalità. La comunità ebraica statunitense è rappresentata perlopiù da aschenaziti immigrati dall'Europa centrale e dall'Europa orientale e dai loro discendenti; essi costituiscono all'incirca il 90% dell'intera popolazione ebraica statunitense..
Sono presenti anche alcune minoranze significative, tra cui i sefarditi e i mizrahì, oltre che un numero minore di convertiti (i gherim). Tra gli ebrei statunitensi sono stimati in un certo numero anche degli afroamericani o persone di origine africana, escludendo gli ebrei nordafricani, che vengono invece considerati di etnia sefardita o mizrahì. Si calcola vi possano essere dai 20.000 ai 200.000 afroamericani di religione ebraica negli Stati Uniti. I più noti ebrei afroamericani includono Lisa Bonet, Sammy Davis Jr., Yaphet Kotto, Yitzchak Jordan e il rabbino Capers Funnye.
La comunità manifesta una vasta gamma di tradizioni inerenti la cultura ebraica, che comprendono l'intero spettro dell'osservanza religiosa.
A seconda delle definizioni religiose e dei diversi dati demografici ricavati dai censimenti degli Stati Uniti, gli Stati Uniti ospitano la seconda (dopo Israele) o addirittura la prima comunità ebraica dell'intero pianeta per grandezza. Nel 2012 gli ebrei statunitensi sono stati stimati tra i 5,5 e gli 8 milioni di persone (per alcune fonti sarebbero tra i 6.829.000 e i 7.160.000), a seconda dell'autoidentificazione o meno nel concetto di "ebreo", venendo a rappresentare dall'1,7% al 2,6% degli abitanti degli abitanti dell'intero Paese.
Prendendo i risultati della popolazione allargata, compresi tutti coloro che hanno un'origine ebraica ancestrale piena o parziale, i numeri vanno dagli 8 ai 10 milioni. Ci sono anche 170.000 ebrei statunitensi con cittadinanza israeliana. Vivono soprattutto in aree metropolitane; nell'area metropolitana di New York, in quella di Miami, in quella di Los Angeles, nella Delaware Valley, nell'area metropolitana di Chicago, nella San Francisco Bay Area, nell'area metropolitana di Boston e in quella di Baltimora-Washington.
Parlano l'inglese americano, la lingua yiddish e la lingua ebraica moderna. Il 35% è affiliato all'ebraismo riformato, il 18% all'ebraismo conservatore e il 10% all'ebraismo ortodosso; il restante 37% dichiara di non avere alcuna appartenenza religiosa.

## Storia

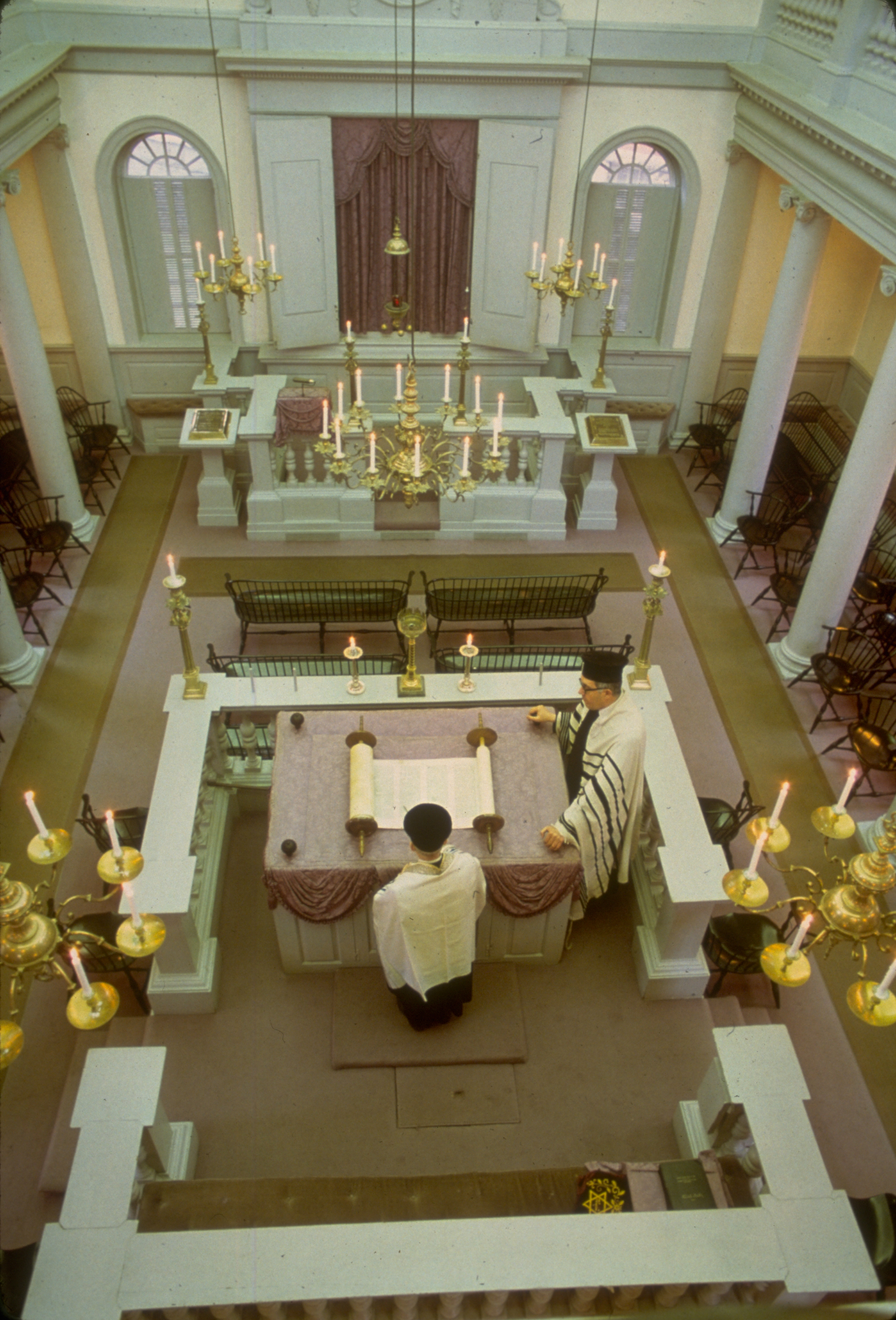
Cerimonia dell'ebraismo ortodosso alla sinagoga Touro di Newport.

Gli ebrei sono stati presenti in quelli che attualmente sono gli USA fin dalla metà del XVII secolo; rimasero tuttavia una ristretta minoranza, con poco più di 2-300 arrivi entro il 1700. La maggioranza furono sefarditi di origini spagnole o portoghesi; questo almeno fino al 1720, quando iniziarono a prevalere numericamente gli aschenaziti provenienti dall'Europa centrale e dall'Europa orientale.
Il Plantation Act 1740 permise per la prima volta agli ebrei di poter diventare cittadini britannici e di immigrare nelle colonie. Siccome ad alcuni di loro continuò a venire negato il diritto di voto o di occuparsi nella magistratura locale, gli ebrei sefarditi non si sono pienamente attivati negli affari comunitari se non a partire dagli anni 1790, dopo aver raggiunto l'uguaglianza politica nei 5 Stati in cui si trovarono ad essere più numerosi.
Fino al 1830 la cittadina di Charleston (Carolina del Sud) ebbe più ebrei rispetto a qualsiasi altro luogo dell'America del Nord. L'immigrazione ebraica su larga scala ebbe inizio nel corso del XIX secolo quando, dal 1850 in poi, molti aschenaziti giunsero dalle terre della Confederazione germanica; migrarono in gran numero a causa delle legislazioni improntate all'antisemitismo e delle restrizioni subite nei loro paesi di nascita.
Divennero principalmente mercanti e proprietari di negozi. Esistevano quasi 250.000 ebrei nel 1880, molti dei quali erano tedeschi istruiti e largamente secolarizzati; questo anche se una minoranza di famiglie sefardite continuarono a mantenere una forte influenza.

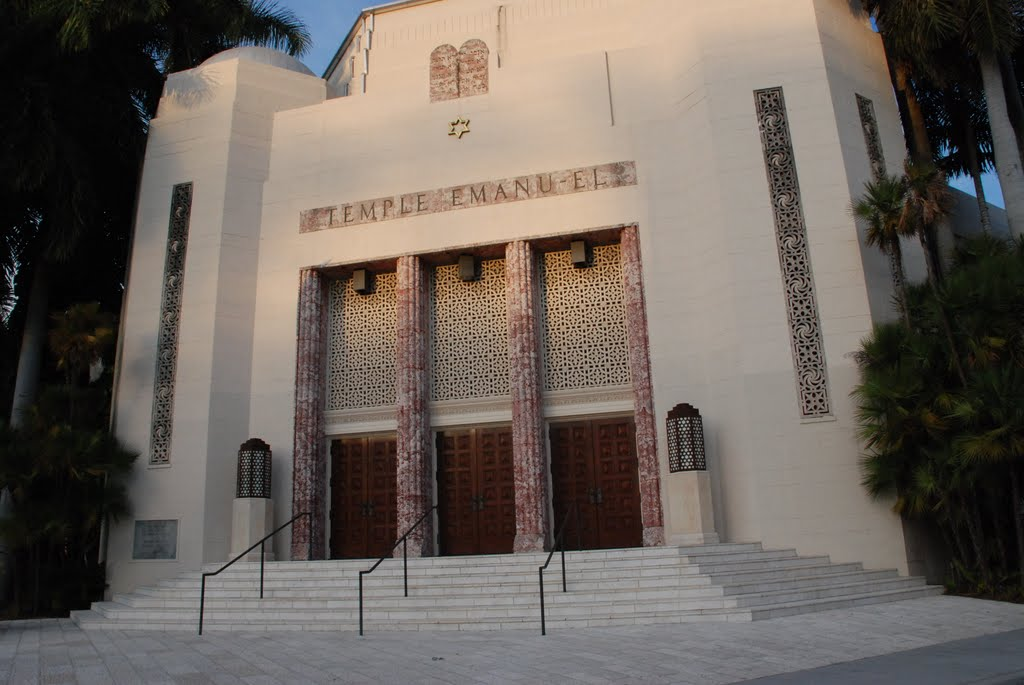
"Temple Emanuel" dell'ebraismo conservatore a Miami.

L'immigrazione ebraica aumentò notevolmente nei primi anni del decennio 1880, a seguito di persecuzioni e difficoltà economiche sofferte in alcune parti dell'Est europeo. La maggior parte di questi nuovi arrivati aschenaziti parlavano la lingua yiddish e molti provenivano dalle regioni rurali afflitte dalla povertà dell'Impero russo e della cosiddetta "zona di residenza", situata nelle moderne Polonia, Lituania, Bielorussia, Ucraina e Moldavia.
Nello stesso periodo un gran numero di aschenaziti giunsero anche dalla Galizia, regione dell'Europa centrale, in quel momento la regione più impoverita dell'intero Impero austro-ungarico e con una forte presenza ebraica, sprofondata principalmente per ragioni economiche.
Molti ebrei migrarono anche dal Regno di Romania. In più di 2 milioni sbarcarono tra la fine del XIX secolo e il 1924, quando l'"Immigration Act of 1924" limitò e restrinse notevolmente gli arrivi. La maggior parte si stabilì nell'area metropolitana di New York, creando le principali concentrazioni del mondo ebraico. Nel 1915 la diffusione dei quotidiani yiddish era di mezzo milione nella sola città di New York e di 60.000 a livello nazionale; altre migliaia di persone si abbonarono inoltre ai numerosi settimanali e periodici.

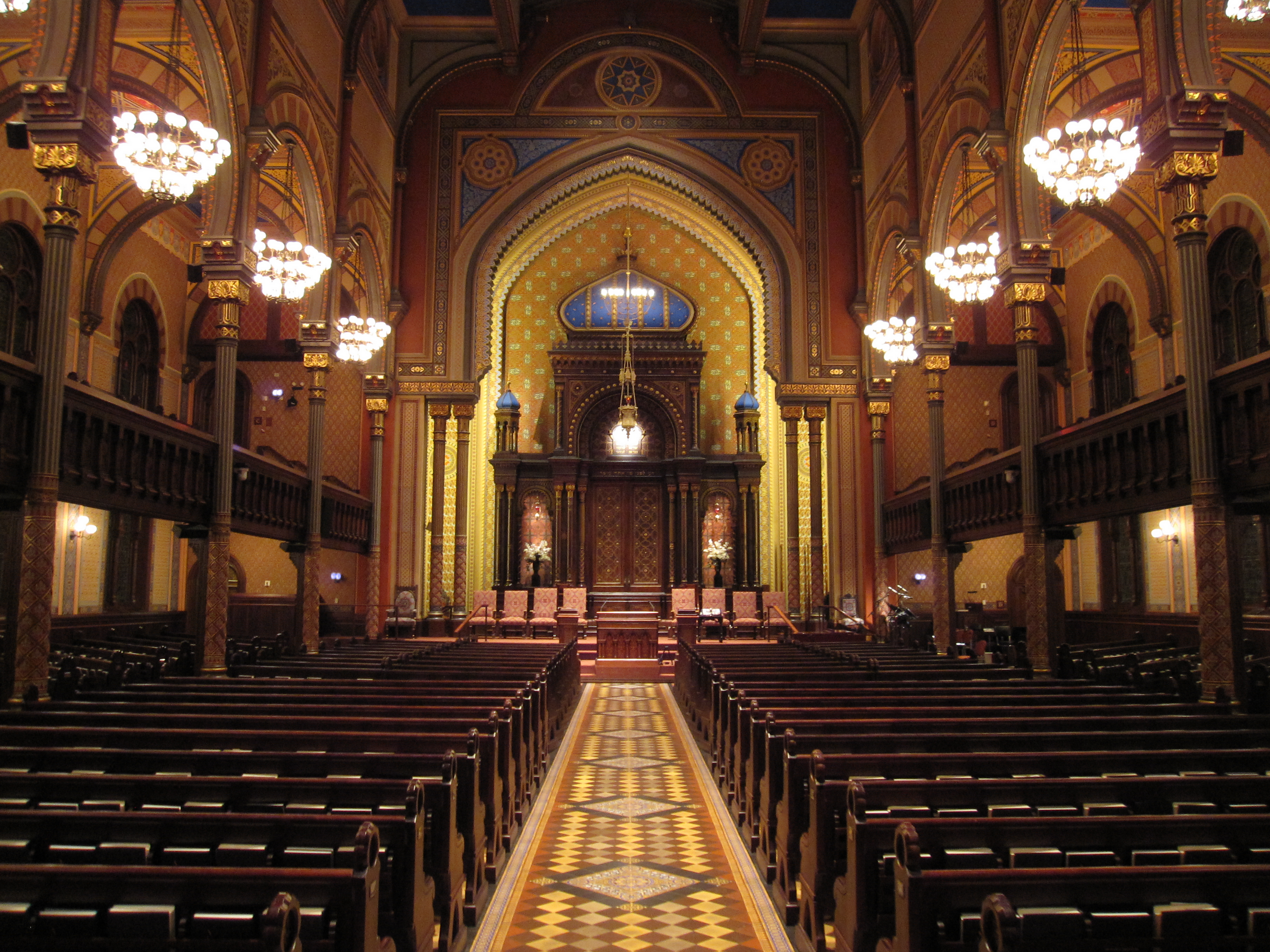
Navata centrale della grande sinagoga di New York dell'ebraismo riformato.

All'inizio del XX secolo questi ebrei costruirono reti di sostegno costituite da molte piccole sinagoghe e associazioni fraterne (le Landsmannschaft) locali. Gli scrittori ebrei del tempo sollecitarono l'assimilazione e l'integrazione nella più ampia cultura degli Stati Uniti d'America; divennero così rapidamente parte della vita statunitense. Mezzo milione di ebrei - la metà di tutti i maschi tra i 18 e i 50 anni - combatterono nella seconda guerra mondiale sotto le insegne dell'United States Armed Forces. Nel corso del dopoguerra le famiglie più giovani aderirono alla tendenza della "città diffusa".
Si assimilarono sempre più e registrarono un netto aumento del matrimonio interreligioso. I sobborghi facilitarono la formazione di nuovi centri in quanto l'iscrizione alla scuola ebraica è più che raddoppiata tra il 1945 e il 1955, mentre l'affiliazione alla sinagoga passò dal 30% del 1930 al 60% del 1960; la crescita più veloce avvenne all'interno dell'ebraismo riformato e in particolare nelle congregazioni dell'ebraismo conservatore. Ondate di immigrazione ebraica più recenti provenienti dalla Russia e da altre regioni si sono in gran parte associate alla comunità.
Gli statunitensi di origine ebraica sono riusciti ad ottenere un netto successo in molti campi e aspetti della vita sociale nel corso del tempo. La comunità ebraica in America è passata da una minoranza di classe, con la maggioranza degli studi condotti che hanno segnato in un 80% il numero dei lavoratori manuali precedentemente alla prima guerra mondiale - con la maggioranza dei campi occupazionali a loro vietati - fino a giungere all'etnia statunitense con il più consistente status in termini di reddito medio nazionale negli ultimi 40 anni; con concentrazioni estremamente elevate nel campo accademico e in altri settori. Attualmente posseggono il reddito pro capite più elevato di qualsiasi altro gruppo, all'incirca il doppio del reddito medio dei non ebrei.

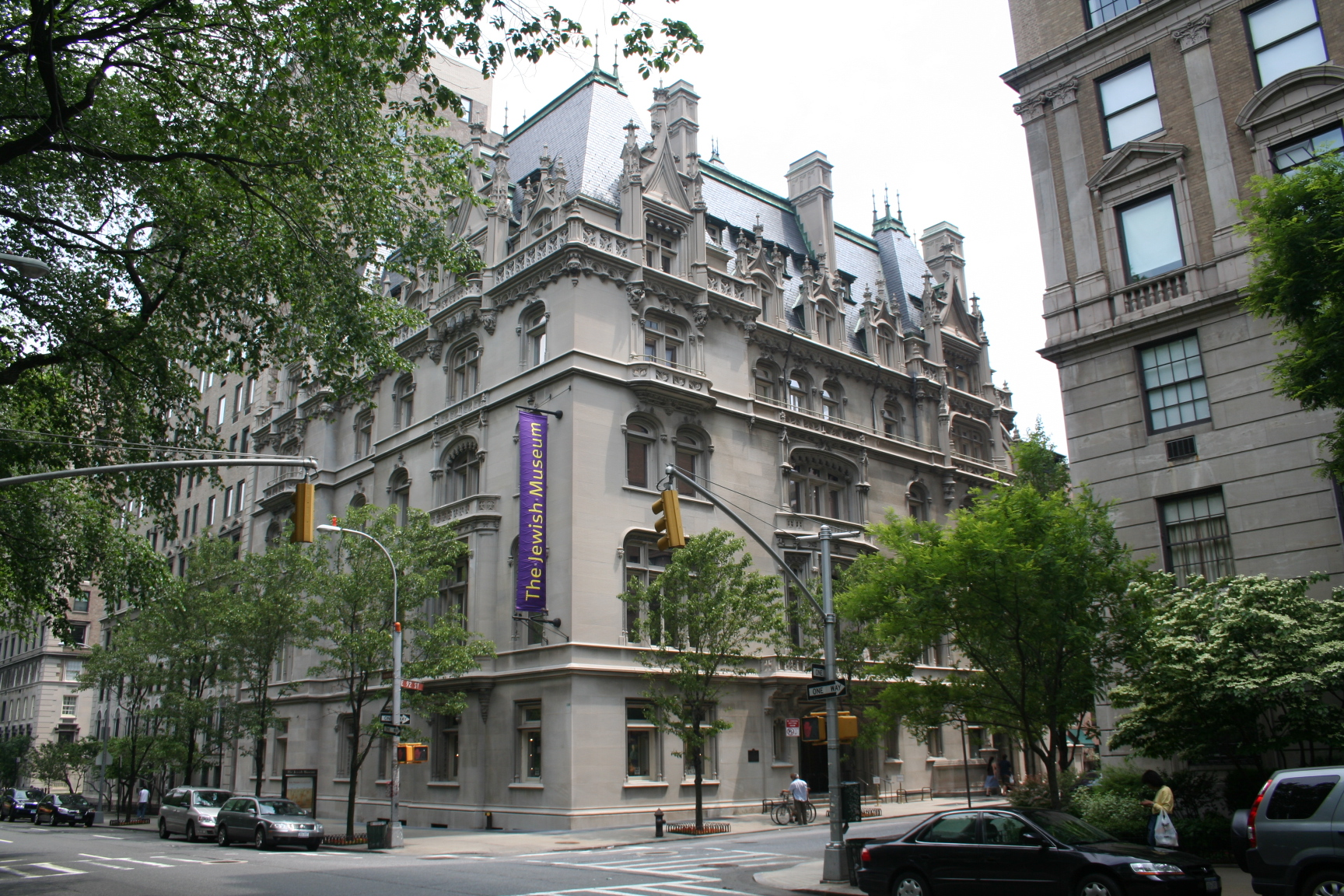
"Museo ebraico" di Manhattan fondato nel 1904 dallo Jewish Theological Seminary.

### Auto-identità
Gli studiosi discutono se l'esperienza storica favorevole agli ebrei negli Stati Uniti d'America sia stata un'esperienza talmente unica da convalidare l'eccezionalismo americano.
Korelitz (1996) mostra come gli ebrei statunitensi durante il tardo XIX e all'inizio del XX secolo abbandonarono una definizione razziale dell'ebraismo a favore di una che ne abbracciasse invece l'etnia. La chiave per comprendere questa transizione da un'autodifesa razziale a quella più eminentemente culturale o etnica si trova nel Menorah Journal edito tra il 1915 e il 1925. I contributori promossero una visione di "cultura ebraica" piuttosto che un aspetto razziale, religioso o di altro tipo; l'ebraismo come un mezzo per definire gli "ebrei" in un mondo che minacciò di sopraffare e assorbire la loro unicità. La rivista rappresentò gli ideali promossi dal filosofo Horace Meyer Kallen e altri in direzione di un rilancio dell'identità culturale e di una lotta contro l'idea della "razza" quale giustificazione per incatenare i popoli.
Siporin (1990) utilizza il folclore familiare degli ebrei etnici nella loro collettività di "storia degli ebrei" e la sua trasformazione in forma d'arte storica. Questo ci dice come gli ebrei siano stati capaci di sopravvivere allo sradicacamento e alle trasformazioni più radicali. Molte narrazioni d'immigrazione descrivono il tema della natura arbitraria del destino e dell'inserimento faticoso in una nuova cultura. Al contrario le narrazioni etniche familiari tendono a mostrare un maggior senso di controllo nei confronti della propria vita e, a volte, perfino il pericolo di perdere totalmente la "peculiarità ebraica". Alcune di esse mostrano come un individuo abbia negoziato con successo il conflitto tra le disparate identità etniche e l'americanizzazione.
Dopo il 1960 le memorie della Shoah, insieme alla guerra dei sei giorni nel 1967, hanno avuto grandi ripercussioni sul modello identitario etnico ebraico. Alcuni hanno sostenuto che l'Olocausto ha fornito agli ebrei una logica per la loro distinzione etnica in un momento in cui anche altre minoranze stavano affermando le proprie.

### Politica
| Anno elettorale | Candidato del Partito Democratico | % di voto ebraico | Risultato       |
| --------------- | --------------------------------- | ----------------- | --------------- |
| 1916            | Woodrow Wilson                    | 55                | Vincitore/trice |
| 1920            | James M. Cox                      | 19                | No              |
| 1924            | John W. Davis                     | 51                | No              |
| 1928            | Al Smith                          | 72                | No              |
| 1932            | Franklin Delano Roosevelt         | 82                | Vincitore/trice |
| 1936            | Franklin D. Roosevelt             | 85                | Vincitore/trice |
| 1940            | Franklin D. Roosevelt             | 90                | Vincitore/trice |
| 1944            | Franklin D. Roosevelt             | 90                | Vincitore/trice |
| 1948            | Harry Truman                      | 75                | Vincitore/trice |
| 1952            | Adlai Stevenson II                | 64                | No              |
| 1956            | Adlai Stevenson II                | 60                | No              |
| 1960            | John Fitzgerald Kennedy           | 82                | Vincitore/trice |
| 1964            | Lyndon Johnson                    | 90                | Vincitore/trice |
| 1968            | Hubert Humphrey                   | 81                | No              |
| 1972            | George McGovern                   | 65                | No              |
| 1976            | Jimmy Carter                      | 71                | Vincitore/trice |
| 1980            | Jimmy Carter                      | 45                | No              |
| 1984            | Walter Mondale                    | 67                | No              |
| 1988            | Michael Dukakis                   | 64                | No              |
| 1992            | Bill Clinton                      | 80                | Vincitore/trice |
| 1996            | Bill Clinton                      | 78                | Vincitore/trice |
| 2000            | Al Gore                           | 79                | No              |
| 2004            | John Kerry                        | 76                | No              |
| 2008            | Barack Obama                      | 78                | Vincitore/trice |
| 2012            | Barack Obama                      | 68                | Vincitore/trice |
| 2016            | Hillary Clinton                   | 71                | No              |
| 2020            | Joe Biden                         | 76                | Vincitore/trice |

A New York, dove la comunità ebraica di origini tedesche era oramai ben consolidata, «gli ebrei che migrarono in gran numero dall'Europa orientale si trovarono improvvisamente al centro delle tensioni interrazziali» con i nuovi vicini cattolici irlandesi americani e tedeschi americani, in particolare con i primi i quali controllavano la politica del Partito Democratico cittadino al tempo della Tammany Hall.
Gli ebrei realizzarono il proprio successo commerciale inizialmente nel campo dell'abbigliamento, mentre quello sociale si stabilì all'interno del sindacato. Nel corso degli anni trenta divennero un importante fattore politico a New York, con un sostegno molto forte dato ai programmi più liberali del New Deal. Continuarono ad essere un elemento decisivo della coalizione di neoliberale, offrendo un appoggio speciale al movimento per i diritti civili degli afroamericani. Tuttavia, verso la metà degli anni sessanta, il movimento "Potere nero" causò una crescente separazione tra gli afroamericani e gli ebrei, sebbene entrambi i gruppi rimanessero solidamente schierati nel campo democratico.
Mentre i primi immigrati ebrei provenienti dall'Impero tedesco tendessero ad essere politicamente conservatori, l'ondata degli aschenaziti a partire dagli inizi del 1880 si rivelò generalmente più liberale o vicina alla sinistra politica, fino a che non venne a costituire la maggioranza politica.
Molti di loro giunsero in America con un'esperienza all'interno dei movimenti del socialismo, dell'anarchismo e del comunismo, nonché dall'Unione Generale dei Lavoratori Ebrei (Bund). Un buon numero crebbe fino a raggiungere posizioni di leadership nell'"American labor movement" del XX secolo e contribuirono a fondare sindacati che hanno svolto un ruolo importante nella politica di sinistra e, dopo il 1936, nell'intera politica del partito democratico.
Sebbene gli ebrei statunitensi abbiano generalmente appoggiato il Partito Repubblicano nella seconda metà del XIX secolo, la maggioranza votò democratico almeno a partire dal 1916, quando diedero il 55% delle preferenze a Woodrow Wilson.
Con l'elezione di Franklin Delano Roosevelt gli ebrei statunitensi votarono sempre più compattamente democratico; gli concessero ben il 90% delle preferenze alle elezioni presidenziali negli Stati Uniti d'America del 1940 e alle elezioni presidenziali negli Stati Uniti d'America del 1944, il che rappresenta la più alta percentuale di sostegno, uguagliato solo un'altra volta. Alle elezioni presidenziali negli Stati Uniti d'America del 1948 il supporto ebraico nei confronti di Harry Truman scese al 75%, con un 15% a favore del progressista Henry A. Wallace.
A seguito di operazioni di gruppo di pressione e sperando di competere meglio per il voto ebraico entrambe le piattaforme partitiche principali inclusero un programma favorevole al sionismo almeno fin dal 1944 e rilanciarono la proposta di creazione di uno stato ebraico; ciò ebbe tuttavia un ben minimo effetto, con il 90% che continuò a scegliere i democratici. In tutte le competizioni, a parte le elezioni presidenziali negli Stati Uniti d'America del 1980, nessun candidato presidenziale democratico ottenne mai meno del 67% del voto ebraico. Nel 1980 Jimmy Carter ne raccolse solo il 45%.
Alle elezioni presidenziali negli Stati Uniti d'America del 1952 e alle elezioni presidenziali negli Stati Uniti d'America del 1956 votarono più del 60% per il democratico Adlai Stevenson II, mentre Dwight Eisenhower non ne catturò più del 40%; il miglior risultato ottenuto dai repubblicani dal 1920, quando Warren Gamaliel Harding raggiunse il 43%.
Alle elezioni presidenziali negli Stati Uniti d'America del 1960 l'83% votò per John Fitzgerald Kennedy, mentre alle elezioni presidenziali negli Stati Uniti d'America del 1964 il 90% scelse per Lyndon B. Johnson. Hubert Humphrey raccolse l'81% del voto ebraico alle elezioni presidenziali negli Stati Uniti d'America del 1968, il quale però perse il duello contro Richard Nixon.
Alle elezioni presidenziali negli Stati Uniti d'America del 1972 gli elettori ebraici scelsero George McGovern al 65%, mentre Nixon vide più che raddoppiato il sostegno ebraico repubblicano al 35%. Alle elezioni presidenziali negli Stati Uniti d'America del 1976 gli elettori ebrei appoggiarono Jimmy Carter con il 71%, rispetto al 27% dei voti dati a Gerald Ford; ma alle elezioni presidenziali negli Stati Uniti d'America del 1980 gli elettori ebrei abbandonarono i democratici, con solo il 45% di sostegno, quando invece Ronald Reagan ne ottenne il 39% e il 14% andò all'indipendente (ex repubblicano) John B. Anderson. Molti ebrei statunitensi non furono d'accordo con le politiche relative al Medio Oriente dell'amministrazione Carter.
Alle elezioni presidenziali negli Stati Uniti d'America del 1984 i repubblicani mantennero il 31% del voto ebraico, mentre il 67% andò a favore di Walter Mondale. Le elezioni presidenziali negli Stati Uniti d'America del 1988 videro il 64% del voto ebraico andare a Michael Dukakis, mentre George H. W. Bush ebbe un rispettabile 35%; ma alle elezioni presidenziali negli Stati Uniti d'America del 1992 il sostegno ebraico per i repubblicani scese all'11%, con l'80% di preferenze per Bill Clinton e il 9% per l'indipendente Ross Perot. Alle elezioni presidenziali negli Stati Uniti d'America del 1996 Clinton mantenne un alto 78%, con il 16% che invece sostenne Bob Dole e il 3% Perot.
Alle elezioni presidenziali negli Stati Uniti d'America del 2000 Joe Lieberman è stato il primo ebreo statunitense a concorrere per una carica nazionale quando è stato scelto come candidato vicepresidente democratico a fianco di Al Gore. Sia alle elezioni del 2000 che alle elezioni presidenziali negli Stati Uniti d'America del 2004 è proseguito il sostegno ebraico per i democratici, prima per Gore e poi per John Kerry, un cattolico di origini ebraiche, che rimangono nella fascia alta con una media del 70%; però il 2004 ha registrato un aumento del sostegno per George W. Bush il quale ha realizzato una crescita di voto ebraico passando dal 19% al 24%.
Alle elezioni presidenziali negli Stati Uniti d'America del 2008 il 78% degli ebrei ha votato per Barack Obama, che è diventato il primo afroamericano ad essere eletto presidente degli Stati Uniti d'America; questo risultato si pone a fronte del 34% dei protestanti bianchi, del 47% dei cattolici bianchi, del 67% di coloro che si identificano con un'altra religione e del 71% che non appartengono ad alcuna religione.
Nel febbraio del 2016 il democratico del New Hampshire Bernie Sanders è diventato il primo candidato ebreo a vincere le primarie presidenziali di uno degli Stati federati degli Stati Uniti d'America e quindi a concorrere contro Hillary Clinton per le elezioni primarie del Partito Democratico del 2016.
Dal momento che gli ebrei statunitensi hanno sempre più progredito economicamente nel tempo alcuni commentatori si sono chiesti perché rimangano così fermamente democratici e non abbiano invece spostato le proprie preferenze politiche verso il centro o la destra come invece hanno fatto altri gruppi come gli ispanici e gli stessi arabi americani.
Per le competizioni congressuali e senatoriali nel 1968 gli ebrei statunitensi hanno votato tra il 70 e l'80% per i democratici; questo sostegno è aumentato fino all'87% alle elezioni del 2006.
Il primo ebreo statunitense ad essere stato eletto al Senato fu David Levy Yulee della Florida, che servì dal 1845 al 1851 e ancora dal 1855 al 1861.
Nel 114º Congresso degli Stati Uniti d'America ci sono 10 ebrei (con 2 donne) al Senato, 9 dei quali sono Democratici (Michael Bennet, Richard Blumenthal, Barbara Boxer, Ben Cardin, Dianne Feinstein, Al Franken, Carl Levin, Chuck Schumer, Ron Wyden) più Bernie Sanders, che è stato democratico durante la campagna presidenziale, ma è tornato come indipendente.
Sempre nel 114º Congresso ci sono 19 membri della Camera dei rappresentanti ebrei [44]; erano 27 ebrei all'inizio del 112º Congresso degli Stati Uniti d'America, 26 democratici e uno (Eric Cantor) repubblicano. Mentre molti di questi rappresentavano le città costiere e le periferie con popolazioni ebraiche significative, altri invece provenivano da zone interne (per esempio Gabrielle Giffords da Tucson, John Yarmuth da Louisville, Jared Polis da Boulder (Colorado) e Steve Cohen da Memphis).
Il numero totale di ebrei che servono nella Camera dei rappresentanti è diminuito a partire dal massimo di 31 al 111º Congresso degli Stati Uniti d'America. John Adler del New Jersey, Steve Kagan del Wisconsin, Alan Grayson e Ron Klein della Florida non sono stati rieletti; Rahm Emanuel si è dimesso per diventare il capo del personale del presidente; Paul Hodes del New Hampshire non si è ricandidato. David Cicilline del Rhode Island era l'unico nuovo eletto ebreo statunitense eletto al 112º Congresso; era stato il sindaco di Providence. Il numero è diminuito quando Jane Harman, Anthony Weiner e Gabrielle Giffords si sono ritirati dall'incarico durante il 112º Congresso.
A partire dal gennaio del 2014 vi sono 5 uomini apertamente gay che servono nel Congresso e 2 di loro sono ebrei: Jared Polis del Colorado e David Cicilline. Il primo deputato ebreo statunitense a fare coming out è stato Barney Frank.
Nel novembre del 2008 Cantor è diventato uno dei 4 vicepresidenti della Camera, il primo repubblicano ebreo ad essere scelto per tale posizione; nel 2011 è diventato il primo leader di maggioranza con un'appartenenza ebraica. Ha mantenuto l'incarico fino al 2014, quando si è dimesso poco dopo la sua sconfitta alle primarie repubblicane per il suo Stato.

### Partecipazione ai movimenti per i diritti civili
I membri della comunità ebraica statunitense hanno incluso anche degli eminenti attivisti dei vari movimenti sorti per favorire i diritti civili; alla metà del XX secolo erano tra i partecipanti più impegnati nel movimento per i diritti civili degli afroamericani e nei gruppi riconducibili alla storia del femminismo. Alcuni di loro sono stati anche figure di spicco nella lotta per i diritti LGBT negli Stati Uniti d'America.
Joachim Prinz, presidente dell'"American Jewish Congress", quando ha parlato dal podio al Lincoln Memorial durante la famosa marcia su Washington per il lavoro e la libertà il 28 agosto 1963 ha dichiarato: "come Ebrei portiamo a questa grande manifestazione in cui migliaia di noi partecipano con orgoglio una duplice esperienza - una derivante dallo spirito e un'altra dalla nostra storia degli ebrei... Dall'alto della nostra esperienza lunga 3.500 anni noi diciamo: la nostra storia ha avuto inizio con la schiavitù e l'anelito alla libertà. Durante il Medioevo il mio popolo ha vissuto per 1.000 anni rinchiuso nei ghetti europei... È per queste ragioni che non è solo una mera simpatia e compassione nei riguardi del popolo afroamericano ciò che ci motiva: è, soprattutto e al di là di tutte queste simpatie e emozioni, un senso di completa identificazione e solidarietà la quale nasce dalla nostra dolorosa esperienza".

### La Shoah
Durante il periodo della seconda guerra mondiale e in quello immediatamente precedente la comunità ebraica statunitense rimase profondamente divisa e non fu in grado di formare un fronte comune. La maggioranza degli immigrati provenienti dall'Europa orientale favorì più o meno apertamente il sionismo, intendendo il ritorno alla patria storica come l'unica soluzione possibile e uspicabile; ciò ha avuto l'effetto di distogliere l'attenzione dalla persecuzione che si stava perpetrando nella Germania nazista.
Gli ebrei di origini tedesche furono allarmati dal nazionalsocialismo, ma allo stesso tempo erano sdegnosi nei confronti dei sionisti più accesi. I sostenitori di uno Stato e di un esercito specificatamente ebraico si attivarono pubblicamente, ma molti leader ebbero timore di un rigurgito interno dell'antisemitismo negli Stati Uniti d'America e pertanto consigliarono a tutti di mantenere un basso profilo. Uno sviluppo importante rappresentò l'improvvisa conversione della maggior parte dei dirigenti ebrei a favore di Israele al termine del conflitto.
Quanto era appena accaduto nel continente europeo, il tentativo di genocidio conosciuto sotto il nome di Shoah, venne ampiamente ignorato dai mezzi di comunicazione di massa statunitensi; i giornalisti e i redattori dell'epoca in larga misura non riuscirono semplicemente a credere alle storie di atrocità che cominciarono - sempre più accavallate le une alle altre - ad uscir fuori.
L'evento dell'"Olocausto" ebbe un impatto assai profondo sulla comunità, soprattutto dopo il 1960, in quanto gli ebrei cercarono di comprendere e spiegarsi tutto quel che era accaduto, ma soprattutto di affrontarlo e ricordarlo quando si volsero in direzione del futuro. Abraham Joshua Heschel ha riassunto bene questo dilemma quando ha tentato di comprendere Auschwitz: "per cercare di rispondere è necessario commettere una suprema blasfemia. Israele ci consente di sopportare l'agonia di Auschwitz senza una disperazione radicale, di percepire un raggio dello splendore divino anche nel mezzo delle giungle della storia".

### Affari internazionali
Il sionismo iniziò a diventare un movimento sempre meglio organizzato negli Stati Uniti d'America grazie al coinvolgimento di leader come Louis Brandeis e soprattutto a seguito della promessa britannica di concedere una Patria al popolo ebraico dichiarata solennemente con la dichiarazione Balfour del 1917. Gli ebrei statunitensi organizzarono una vasta operazione di boicottaggio della merce tedesca nel corso degli anni 1930 per protestare contro l'antisemitismo e le Leggi di Norimberga.
Le politiche nazionali in direzione della sinistra politica attuate da Franklin Delano Roosevelt ricevettero un forte sostegno ebraico, così come anche la sua politica estera anti-nazista e la promozione dell'Organizzazione delle Nazioni Unite. L'appoggio all'ideologia sionista in questo periodo, pur crescendo in influenza, rimase un'opinione distinta di minoranza almeno fino al 1944-45, quando le prive notizie e relazioni concernenti l'assassinio sistematico degli ebrei europei nei territori occupati dai nazisti divennero di dominio pubblico con la liberazione dei campi di sterminio.
La creazione d'Israele nel 1948 pose la regione del Medio Oriente al centro dell'attenzione internazionale; il suo riconoscimento da parte del governo statunitense (nonostante le obiezioni rivoltegli da parte degli isolazionisti) fu un'indicazione chiara sia del sostegno intrinseco che dell'influsso che si proponeva di svolgere. La vicinanza inizialmente si basò su un'affinità naturale e religiosa nei confronti del nuovo Stato; ma fu anche a causa dei successivi scontri bellici i quali rimasero in larga parte irrisolti.
Un ampio e vivo dibattito si sviluppò a partire dal conflitto arabo-israeliano, soprattutto a seguito della guerra dei sei giorni; la comunità si divise in merito all'approvazione o meno della risposta israeliana: la gran maggioranza finì con l'accettare il confronto come necessario. La tensione esistette innanzitutto ta gli ebrei di sinistra, che videro Israele come troppo anti-sovietico e anti-palestinese. Altri attriti furono suscitati dall'elezione di Menachem Begin nel 1977 e dalla crescita del sionismo revisionista, dalla guerra del Libano del 1982 e dalla continua occupazione della Cisgiordania e della Striscia di Gaza.
Il dissenso sull'accettazione degli accordi di Oslo da parte d'Israele nel 1993 produsse un'ulteriore divisione tra gli ebrei statunitensi, il che rispecchiava la spaccatura del tutto simile tra gli stessi israeliani e che si verificò parallelamente anche all'interno della "lobby israeliana negli Stati Uniti" e del sionismo cristiano, giungendo infine anche alla considerazione di una presunta "cecità" filo-israeliana da parte del governo federale.
Abbandonando qualsiasi pretesa di unità entrambi i segmenti cominciarono a sviluppare organismi di avvocatura e di "lobbyng" separate. I sostenitori liberali degli accordi lavorarono attraverso l'"Americans for Peace Now", "Israel Policy Forum" e altri gruppi favorevoli al Partito Laburista Israeliano; cercarono di assicurare al Congresso degli Stati Uniti d'America che l'ebraismo statunitense supportava pienamente l'accordo e difese gli sforzi dell'amministrazione di Bill Clinton nei suoi tentativi di aiutare la neonata Autorità Nazionale Palestinese, comprese le promesse di finanziamenti.
Un'alleanza di gruppi conservatori in opposizione agli accordi si raggruppò attorno alla "Zionist Organization of America", l'"Americans For a Safe Israel" e lo "Jewish Institute for National Security of America" i quali cercarono di controbilanciare il potere degli ebrei liberali

## Demografia

Percentuale della popolazione ebraica negli Stati Uniti nel 2000.

La popolazione ebraica degli Stati Uniti d'America è la più grande del mondo, o inferiore solo a quella di Israele, a seconda delle fonti e dei metodi utilizzati per misurarla.
Le cifre precise della popolazione variano a seconda che gli ebrei siano considerati sulla base di considerazioni provenienti dall'Halakhah o su fattori di identificazione secolari, di legge del ritorno e ancestrali. C'erano circa 4 milioni di aderenti all'ebraismo a partire dal 2001, circa l'1,4% dell'intera popolazione statunitense. Secondo l'Agenzia ebraica per l'anno 2017 Israele ospita 6,4 milioni di ebrei (il 49,1% della popolazione ebraica mondiale), mentre gli Stati Uniti ne contengono 5,3 milioni (il 40,2%).
Nel 2012 i demografi hanno stimato che la popolazione ebraica statunitense (inclusi sia i religiosi che i non religiosi) sia di 5.425.000 (l'1,73%), citando errori metodologici nelle precedenti stime superiori. Altre fonti dicono invece che il numero è di circa 6,5 milioni.
L'"American Jewish Yearbook population survey" ha calcolato il numero di ebrei statunitensi a 6,4 milioni, pari al 2,1% della popolazione totale. Questa cifra è significativamente superiore alla precedente stima dell'indagine su larga scala condotta sulle stime di popolazione ebraica nel biennio 2000-2001 le quali ponevano in 5,2 milioni il numero di ebrei. Uno studio del 2007 pubblicato dalla Brandeis University presenta elementi di prova che suggeriscono che entrambe queste cifre possono essere sottostimazioni, con un potenziale di 7-7,4 milioni di americani di origine ebraica. Questi valori più alti sono stati comunque raggiunti includendo tutti i membri della famiglia non ebrei e i componenti dei nuclei familiari anziché sull'analisi individuale.
La popolazione di statunitensi di origine ebraica è demograficamente caratterizzata da un invecchiamento generalizzato e da basse percentuali di fertilità, significativamente inferiori a quella sostitutiva.
Gli aschenaziti, che sono ormai la grande maggioranza degli ebrei statunitensi, si stabilirono per la prima volta a New York e dintorni; negli ultimi decenni molti si sono trasferiti a Miami, Los Angeles e in altre grandi aree metropolitane degli Stati Uniti meridionali e degli Stati Uniti d'America occidentali. L'area metropolitana di New York, l'area metropolitana di Miami e l'area metropolitana di Los Angeles contengono assieme quasi 1/4 di tutti gli ebrei del mondo.
La "National Jewish Population Survey" del 1990 ha chiesto a 4,5 milioni di ebrei adulti di identificarsi secondo la propria denominazione. Il totale nazionale ha mostrato che il 38% era affiliato all'ebraismo riformato, il 35% all'ebraismo conservatore, il 6% all'ebraismo ortodosso, l'1% all'ebraismo ricostruzionista, il 10% si legava ad un'altra tradizione e il 10% diceva di essere "solo ebreo".
Nel 2013 Pew Research Center ha scoperto che il 35% degli ebrei statunitensi era riformato, il 18% conservatore, il 10% ortodosso, il 6% apparteneva ad altre sette ed infine il 30% non si identificava con alcuna denominazione.

### Localizzazione
Secondo uno studio pubblicato dalla demografa Ira Sheskin e dal sociologo Arnold Dashefsky la distribuzione della popolazione ebraica negli Stati federati degli Stati Uniti d'America per il 2015 è la seguente:
| Stato/territorio      | Numeri assoluti (2015) | Percentuale di popolazione auto-identificatasi come "ebrea". |
| --------------------- | ---------------------- | ------------------------------------------------------------ |
| Alabama               | 8.800                  | 0,18%                                                        |
| Alaska                | 6.175                  | 0,84%                                                        |
| Arizona               | 106.300                | 1,58%                                                        |
| Arkansas              | 1.725                  | 0,06%                                                        |
| California            | 1.232.690              | 3,18%                                                        |
| Carolina del Nord     | 35.435                 | 0,36%                                                        |
| Carolina del Sud      | 13.820                 | 0,29%                                                        |
| Colorado              | 103.020                | 1,92%                                                        |
| Connecticut           | 117.850                | 3,28%                                                        |
| Dakota del Nord       | 400                    | 0,05%                                                        |
| Dakota del Sud        | 250                    | 0,03%                                                        |
| Delaware              | 15.100                 | 1,61%                                                        |
| Florida               | 651.510                | 3,28%                                                        |
| Georgia               | 128.420                | 1,27%                                                        |
| Hawaii                | 7,280                  | 0,51%                                                        |
| Idaho                 | 2.225                  | 0,14%                                                        |
| Illinois              | 297.435                | 2,31%                                                        |
| Indiana               | 17.220                 | 0,26%                                                        |
| Iowa                  | 6.170                  | 0,20%                                                        |
| Kansas                | 17.425                 | 0,60%                                                        |
| Kentucky              | 11.300                 | 0,26%                                                        |
| Louisiana             | 10.675                 | 0,23%                                                        |
| Maine                 | 13.890                 | 1,04%                                                        |
| Maryland              | 238.200                | 3,99%                                                        |
| Massachusetts         | 274.680                | 4,07%                                                        |
| Michigan              | 83.155                 | 0,84%                                                        |
| Minnesota             | 45.750                 | 0,84%                                                        |
| Mississippi           | 1.575                  | 0,05%                                                        |
| Missouri              | 64.275                 | 1,06%                                                        |
| Montana               | 1.350                  | 0,13%                                                        |
| Nebraska              | 6.150                  | 0,33%                                                        |
| Nevada                | 76.300                 | 2,69%                                                        |
| New Hampshire         | 10.120                 | 0,76%                                                        |
| New Jersey            | 523.950                | 5,86%                                                        |
| New York              | 1.759.570              | 8,91%                                                        |
| Nuovo Messico         | 12.725                 | 0,61%                                                        |
| Ohio                  | 147.715                | 1,27%                                                        |
| Oklahoma              | 4.625                  | 0,12%                                                        |
| Oregon                | 40.650                 | 1,02%                                                        |
| Pennsylvania          | 293.240                | 2,29%                                                        |
| Rhode Island          | 18.750                 | 1,78%                                                        |
| Tennessee             | 19.600                 | 0,30%                                                        |
| Texas                 | 158.505                | 0,59%                                                        |
| Utah                  | 5.650                  | 0,19%                                                        |
| Vermont               | 5.985                  | 0,96%                                                        |
| Virginia              | 95.695                 | 1,15%                                                        |
| Virginia Occidentale  | 2.310                  | 0,12%                                                        |
| Washington            | 72.085                 | 1,02%                                                        |
| Distretto di Columbia | 28.000                 | 4,25%                                                        |
| Wisconsin             | 33.055                 | 0,57%                                                        |
| Wyoming               | 1.150                  | 0,20%                                                        |
| Stati Uniti           | 6.829.930              | 2,14%                                                        |

### Centri con una significativa popolazione ebraica
| Classifica                   | Classifica | Area                                       | Numeri assoluti | Numeri assoluti |
| (Congresso ebraico mondiale) | (ARDA)     | Area                                       | (WJC)           | (ASARB)         |
| ---------------------------- | ---------- | ------------------------------------------ | --------------- | --------------- |
| 1                            | 1          | Area metropolitana di New York             | 1.750.000       | 2.028.200       |
| 2                            | 3          | Area metropolitana di Miami                | 535.000         | 337.000         |
| 3                            | 2          | Greater Los Angeles Area                   | 490.000         | 662.450         |
| 4                            | 4          | Delaware Valley                            | 254.000         | 285.950         |
| 5                            | 6          | Area metropolitana di Chicago              | 248.000         | 265.400         |
| 6                            | 8          | San Francisco Bay Area                     | 210.000         | 218.700         |
| 7                            | 7          | Greater Boston                             | 208,000         | 261,100         |
| 8                            | 5          | Area metropolitana di Baltimora–Washington | 165.000         | 276.445         |

| Classifica | Stato         | Percentuale |
| ---------- | ------------- | ----------- |
| 1          | New York      | 8,91        |
| 2          | New Jersey    | 5,86        |
| 3          | Washington    | 4,25        |
| 4          | Massachusetts | 4,07        |
| 5          | Maryland      | 3,99        |
| 6          | Florida       | 3,28        |
| 7          | Connecticut   | 3,28        |
| 8          | California    | 3,18        |
| 9          | Nevada        | 2,69        |
| 10         | Illinois      | 2,31        |
| 11         | Pennsylvania  | 2,29        |

### Distribuzione per Contea
In accordo con il Glenmary Research Center, nel 2000 la distribuzione sul territorio della comunità ebraica, basata sulla percentuale della popolazione totale, era la seguente:
|    | Contea                                       | Popolazione ebraica | % sul totale |
| 1  | Contea di Rockland, New York                 | 90 000              | 31,4%        |
| 2  | Contea di New York (Manhattan), New York     | 314 500             | 20,5%        |
| 3  | City of Falls Church, Virginia               | 1 800               | 17,4%        |
| 4  | City of Fairfax, Virginia                    | 3 600               | 16,7%        |
| 5  | Contea di Nassau, New York                   | 207 000             | 15,5%        |
| 6  | Contea di Kings (Brooklyn), New York         | 379 000             | 15,4%        |
| 7  | Contea di Palm Beach, Florida                | 167 000             | 14,8%        |
| 8  | Contea di Broward, Florida                   | 213 000             | 13,1%        |
| 9  | Contea di Queens (Queens), New York          | 238 000             | 10,7%        |
| 10 | Contea di Monmouth, New Jersey               | 65 000              | 10,6%        |
| 11 | Contea di Westchester, New York              | 94 000              | 10,2%        |
| 12 | Contea di Sullivan, New York                 | 7 425               | 10,0%        |
| 13 | Contea di Essex, New Jersey                  | 76 200              | 9,6%         |
| 14 | Contea di Bergen, New Jersey                 | 83 700              | 9,5%         |
| 15 | Contea di Montgomery, Maryland               | 83 800              | 9,1%         |
| 16 | Baltimore City, Maryland                     | 56 500              | 8,7%         |
| 17 | Contea di Fulton (Georgia)                   | 65 900              | 8,1%         |
| 18 | Contea di Montgomery (Pennsylvania)          | 59,550              | 7,9%         |
| 19 | Contea di Middlesex (Massachusetts)          | 113 700             | 7,8%         |
| 20 | Richmond County, New York                    | 33 700              | 7,6%         |
| 21 | Contea di Marin (California)                 | 18 500              | 7,5%         |
| 22 | Contea di Camden (New Jersey)                | 36 000              | 7,1%         |
| 22 | Contea di Morris (New Jersey)                | 33 500              | 7,1%         |
| 24 | Contea di Suffolk (New York)                 | 100 000             | 7,0%         |
| 25 | City and County of Denver, Colorado          | 38 100              | 6,6%         |
| 26 | Contea di Oakland (Michigan)                 | 77 200              | 6,5%         |
| 27 | City and County of San Francisco, California | 49 500              | 6,4%         |
| 28 | Bronx County, New York                       | 83 700              | 6,3%         |
| 29 | Contea di Middlesex (New Jersey)             | 45 000              | 6,0%         |
| 30 | Contea di Los Angeles (California)           | 564 700             | 5,9%         |
| 30 | Contea di Norfolk (Massachusetts)            | 38 300              | 5,9%         |
| 32 | Contea di Atlantic (New Jersey)              | 14 600              | 5,8%         |
| 32 | Contea di Bucks (Pennsylvania)               | 34 800              | 5,8%         |
| 32 | Contea di Union (New Jersey)                 | 30 100              | 5,8%         |
| 35 | Contea di Cuyahoga (Ohio)                    | 79 000              | 5,7%         |
| 35 | Philadelphia County, Pennsylvania            | 86 600              | 5,7%         |
| 37 | Contea di Clark (Nevada)                     | 75 000              | 5,5%         |
| 37 | Miami-Dade County, Florida                   | 124 000             | 5,5%         |
| 39 | Contea di Baltimore (Maryland)               | 38 000              | 5,0%         |
| 39 | Contea di Pitkin (Colorado)                  | 750                 | 5,0%         |
| 39 | Contea di Plymouth (Massachusetts)           | 23 600              | 5,0%         |
| 42 | St. Louis County, Missouri                   | 47 100              | 4,6%         |
| 43 | Contea di Boulder (Colorado)                 | 13 200              | 4,5%         |
| 43 | Washington, District of Columbia             | 25 500              | 4,5%         |
| 45 | Contea di Cook (Illinois)                    | 234 400             | 4,4%         |
| 45 | Contea di Fairfield (Connecticut)            | 38 800              | 4,4%         |
| 45 | Contea di Orange (New York)                  | 15 000              | 4,4%         |
| 48 | City of Alexandria, Virginia                 | 5 400               | 4,2%         |
| 49 | Contea di Albany (New York)                  | 12 000              | 4,1%         |
| 49 | Contea di Alpine (California)                | 50                  | 4,1%         |
| 49 | Contea di Sarasota (Florida)                 | 13 500              | 4,1%         |

|    | Contea                                      | Popolazione ebraica | % sul totale |
| 52 | Contea di Howard (Maryland)                 | 10 000              | 4,0%         |
| 53 | Contea di Lake (Illinois)                   | 25 000              | 3,9%         |
| 54 | City of Portsmouth, Virginia                | 3 800               | 3,8%         |
| 55 | Contea di Somerset (New Jersey)             | 11 100              | 3,7%         |
| 55 | West Baton Rouge Parish (Louisiana)         | 800                 | 3,7%         |
| 57 | Contea di Rockdale (Georgia)                | 2 500               | 3,6%         |
| 57 | Contea di Suffolk (Massachusetts)           | 24 700              | 3,6%         |
| 59 | Contea di Bristol (Rhode Island)            | 1 760               | 3,5%         |
| 59 | Contea di Custer (Idaho)                    | 150                 | 3,5%         |
| 59 | Contea di Hartford (Connecticut)            | 30 000              | 3,5%         |
| 59 | Contea di New Haven (Connecticut)           | 28 900              | 3,5%         |
| 59 | Contea di Passaic (New Jersey)              | 17 000              | 3,5%         |
| 59 | Contea di San Mateo (California)            | 24 500              | 3,5%         |
| 59 | Contea di Schenectady (New York)            | 5 200               | 3,5%         |
| 66 | Contea di Ulster (New York)                 | 5 900               | 3,3%         |
| 67 | City of Norfolk, Virginia                   | 7 600               | 3,2%         |
| 67 | Contea di Santa Clara (California)          | 54 000              | 3,2%         |
| 69 | Contea di Burlington (New Jersey)           | 13 000              | 3,1%         |
| 69 | Contea di Monroe (New York)                 | 22 500              | 3,1%         |
| 71 | Contea di Essex (Massachusetts)             | 21 700              | 3,0%         |
| 72 | Contea di Berkshire (Massachusetts)         | 3 900               | 2,9%         |
| 72 | Contea di Delaware (Pennsylvania)           | 15 700              | 2,9%         |
| 72 | Contea di Monroe (Michigan)                 | 4 200               | 2,9%         |
| 72 | Contea di Multnomah (Oregon)                | 19 300              | 2,9%         |
| 76 | Contea di Hennepin                          | 31 600              | 2,8%         |
| 76 | Contea di Sussex (New Jersey)               | 4 100               | 2,8%         |
| 78 | Contea di Allegheny (Pennsylvania)          | 34 600              | 2,7%         |
| 78 | Contea di Fayette (Georgia)                 | 2 500               | 2,7%         |
| 78 | Contea di Hamilton (Ohio)                   | 22 500              | 2,7%         |
| 78 | Contea di Johnson (Kansas)                  | 12 000              | 2,7%         |
| 82 | Contea di Mercer (New Jersey)               | 9 100               | 2,6%         |
| 82 | Town and County of Nantucket, Massachusetts | 250                 | 2,6%         |
| 82 | Contea di Ozaukee (Wisconsin)               | 2 100               | 2,6%         |
| 82 | Contea di Pinellas (Florida)                | 24 200              | 2,6%         |
| 82 | Contea di Prince George (Maryland)          | 20 700              | 2,6%         |
| 82 | Contea di Worcester (Massachusetts)         | 19 500              | 2,6%         |
| 88 | Contea di San Diego (California)            | 70 000              | 2,5%         |
| 88 | Contea di Milwaukee (Wisconsin)             | 22 900              | 2,5%         |
| 90 | Contea di Pima (Arizona)                    | 20 000              | 2,4%         |
| 91 | Contea di Alameda (California)              | 32 500              | 2,3%         |
| 91 | Contea di Chester (Pennsylvania)            | 10 100              | 2,3%         |
| 91 | Contea di Contra Costa (California)         | 22 000              | 2,3%         |
| 91 | Contea di Cumberland (Maine)                | 6 000               | 2,3%         |
| 91 | Contea di Hampden (Massachusetts)           | 10 600              | 2,3%         |
| 91 | Contea di Ocean (New Jersey)                | 11 500              | 2,3%         |
| 91 | Contea di Santa Cruz (California)           | 6 000               | 2,3%         |
| 98 | Contea di Bristol (Massachusetts)           | 11 600              | 2,2%         |
| 98 | Contea di Clay (Georgia)                    | 75                  | 2,2%         |
| 98 | Contea di Washtenaw (Michigan)              | 7 000               | 2,2%         |

### Sottogruppi
| Origini                       | 2000                | 2000 (% sulla popolazione U.S.A) |
| ----------------------------- | ------------------- | -------------------------------- |
| Aschenaziti                   | 5–6 million         |                                  |
| Sefarditi                     | 200–300.000         |                                  |
| Mizrahì                       | 250.000             |                                  |
| Italoamericani                | 200.000             |                                  |
| Ebrei Bukhara                 | 50–60.000           |                                  |
| Ebrei della montagna          | 10-40.000           |                                  |
| Storia degli ebrei in Turchia | 8.000               |                                  |
| Romanioti                     | 6.500               |                                  |
| Falascia                      | 1.000               |                                  |
| TOTALE                        | 5.425.000–8.300.000 | (1.7–2.6%)                       |

## Filmografia (parziale)
Fin dagli inizi del Novecento sono numerosi i film che ritraggono la vita degli ebrei statunitensi. Se nei primi cortometraggi a carattere comico prevale un'immagine stereotipata e caricaturale, il cinema scopre ben presto il potenziale offerto dalla vita reale e dalla vibrante cultura ebraica. All'inizio ad attrarre l'attenzione è l'esperienza degli immigranti poveri giunti a migliaia a popolare i quartieri ebraici di New York ed i problemi legati alla loro integrazione, soprattutto il contrasto tra tradizione e modernità, tra genitori e figli e i matrimoni misti. Il cinema documenta quindi il processo di uscita dai ghetti, l'impatto dell'antisemitismo e dell'Olocausto, la lotta per i diritti civili, fino a celebrare l'enorme apporto dato dalla cultura ebraica a tutti gli aspetti della società americana, dalle arti alla scienza, alla letteratura, alla vita politica.
- Old Isaac, the Pawnbroker, regia di Wallace McCutcheon (USA, 1908)
- Romance of a Jewess, regia di David Wark Griffith (USA, 1908)
- A Child of the Ghetto, regia di David Wark Griffith (USA, 1910)
- Hungry Hearts, regia di E. Mason Hopper (USA, 1922)
- His People, regia di Edward Sloman (USA, 1925)
- The Rag Man, regia di Edward F. Cline (USA, 1925)
- The Cohens and the Kellys, regia di Harry A. Pollard (USA, 1926)
- Private Izzy Murphy, regia di Lloyd Bacon (1926)
- Il cantante di jazz, regia di Alan Crosland (USA, 1927)
- Rosa d'Irlanda (Abie's Irish Rose), regia di Victor Fleming (USA, 1928)
- Around the Corner, regia di Bert Glennon (USA, 1930)
- Scena di strada (Street Scene), regia di King Vidor (1931)
- The Heart of New York, regia di Mervyn LeRoy (USA, 1932)
- No Greater Love, regia di Lewis Seiler (USA, 1932)
- Ritorno alla vita (Counsellor at Law). regia di William Wyler (USA, 1933).
- The House I Live In, regia di Mervyn LeRoy (1945)
- Odio implacabile (Crossfire), regia di Edward Dmytryk (USA, 1947)
- Barriera invisibile (Gentleman's Agreement), regia di Elia Kazan (USA, 1947)
- Il cantante di jazz, regia di Michael Curtiz (USA, 1952)
- Singing in the Dark, regia di Max Nosseck (USA, 1956)
- Vertigine (Marjorie Morningstar), regia di Irving Rapper (USA, 1958)
- Funny Girl, regia di William Wyler (USA, 1964)
- L'uomo del banco dei pegni (The Pawnbroker), regia di Sidney Lumet (1964)
- Prendi i soldi e scappa, regia di Woody Allen (USA, 1969)
- The Angel Levine, regia di Ján Kadár (USA, 1970)
- Hester Street, regia di Joan Micklin Silver (USA, 1975)
- Io e Annie (Annie Hall), regia di Woody Allen (USA, 1977)
- Scusi, dov'è il West? (The Frisco Kid), regia di Robert Aldrich (USA, 1979)
- American Pop, regia di Ralph Bakshi (USA, 1981)
- Gli eletti, regia di Jeremy Kagan (USA, 1981)
- Oltre il ponte di Brooklyn, regia di Menahem Golan (USA, 1984)
- Fievel sbarca in America (An American Tail), regia di Don Bluth (USA, 1986)
- Radio Days, regia di Woody Allen (USA, 1987)
- Crossing Delancey, regia di Joan Micklin Silver (USA, 1988)
- A spasso con Daisy (Driving Miss Daisy), regia di Bruce Beresford (USA, 1989)
- Nemici, una storia d'amore (Enemies, A Love Story), regia di Paul Mazursky (USA, 1989)
- Crimini e misfatti (Crimes and Misdemeanors), regia di Woody Allen (USA, 1989)
- Avalon, regia di Barry Levinson (USA, 1990)
- Alan & Naomi, regia di Sterling Van Wagenen (1992)
- Una estranea fra noi (A Stranger Among Us), regia di Sidney Lumet (1992)
- La vedova americana (Used People), regia di Beeban Kidron (USA, 1992)
- Family Prayers, regia di Scott M. Rosenfelt (USA, 1993)
- Next Year in Jerusalem, regia di David Nahmod (USA, 1997)
- A Call to Remember, regia di Jack Bender (USA, 1997)
- Il gioco dei rubini (A Price Above Rubies), regia di Boaz Yakin (USA, 1998)
- Miracolo a tutto campo (Full-Court Miracle), regia di Stuart Gillard (2003)
- The Tenants, regia di Danny Green (2005)
- A Serious Man, regia di Joel ed Ethan Coen (USA, 2009)
- 90 minuti a New York (The Angriest Man in Brooklyn), regia di Phil Alden Robinson (USA, 2014)
- American Pastoral, regia di Ewan McGregor (USA, 2016)
- One of Us, regia di Heidi Ewing e Rachel Grady (2017)
- Menashe, regia di Joshua Z. Weinstein (USA, 2017)

### Storiografia
- Appel, John J. "Hansen's Third-Generation" Law" and the Origins of the American Jewish Historical Society." Jewish Social Studies (1961): 3–20. in JSTOR
- Butler, Jon. "Jacob Rader Marcus and the Revival of Early American History, 1930–1960."  American Jewish Archives 50#1/2 (1998): 28–39. online
- Fried, Lewis, et al., eds. Handbook of American-Jewish literature: an analytical guide to topics, themes, and sources (Greenwood Press, 1988)
- Jeffrey S Gurock, Writing New York's Twentieth Century Jewish History: A Five Borough Journey, in History Compass, vol. 11, n. 3, 2013,  pp. 215-226, DOI:10.1111/hic3.12033.
- Gurock, Jeffrey S. American Jewish orthodoxy in historical perspective (KTAV Publishing House, Inc., 1996)
- Handlin, Oscar. "A Twenty Year Retrospect of American Jewish Historiography." American Jewish Historical Quarterly (1976): 295–309. in JSTOR
- Kaufman, David. Shul with a Pool: The" synagogue-center" in American Jewish History (University Press of New England, 1999.)
- Robinson, Ira. "The Invention of American Jewish History." American Jewish History (1994): 309–320. in JSTOR
- Sussman, Lance J. "'Historian of the Jewish People': A Historiographical Reevaluation of the Writings of Jacob R. Marcus." American Jewish Archives  50.1/2 (1998): 10–21. online
- Whitfield, Stephen J. In Search of American Jewish Culture. 1999
- Yerushalmi, Yosef Hayim. Zakhor: Jewish history and Jewish memory (University of Washington Press, 2012)

### Fonti primarie
- Marcus, Jacob Rader, ed. The American Jewish Woman, A Documentary History (Ktav 1981).
- Schappes, Morris Urman, ed. A documentary history of the Jews in the United States, 1654–1875 (Citadel Press, 1952).
- Staub, Michael E. ed. The Jewish 1960s: An American Sourcebook University Press of New England, 2004; 371 pp. ISBN 1-58465-417-1 online review